# کیارا ماستالی
کیارا ماستالی (ایتالیایی: Chiara Mastalli؛ زادهٔ ۲ اوت ۱۹۸۴) بازیگر اهل ایتالیا است.
از فیلم‌ها یا برنامه‌های تلویزیونی که وی در آن نقش داشته است می‌توان به افسران پلیس، ده دقیقه بزرگ‌تر، رم، مرا به خاطر بسپار، عشق من اشاره کرد.